# Campeonato de Apertura 1953 (Perú)
El Campeonato de Apertura 1953 fue la novena edición de este torneo. A diferencia del resto de ediciones donde jugaron los 4 mejores del torneo de Primera División anterior, en este campeonato participaron todos los equipos que integraban la Primera División de ese año. El campeón fue Atlético Chalaco. La organización correspondía a la Asociación Central de Fútbol (ACF), antigua denominación de la actual Asociación Deportiva de Fútbol Profesional (ADFP).

## Equipos participantes
| Club                      | Ciudad |
| ------------------------- | ------ |
| Alianza Lima              | Lima   |
| Atlético Chalaco          | Callao |
| Centro Iqueño             | Lima   |
| Ciclista Lima             | Lima   |
| Deportivo Municipal       | Lima   |
| Mariscal Sucre            | Lima   |
| Sport Boys                | Callao |
| Sporting Tabaco           | Lima   |
| Unión Callao              | Callao |
| Universitario de Deportes | Lima   |

## Primera fase
| 9 de mayo de 1953 | Centro Iqueño | 2:1 | Deportivo Municipal | Estadio Nacional, Lima |  |

| 9 de mayo de 1953 | Atlético Chalaco | 2:1 | Alianza Lima | Estadio Nacional, Lima |  |

| 10 de mayo de 1953 | Sporting Tabaco | 4:0 | Universitario de Deportes | Estadio Nacional, Lima |  |

| 10 de mayo de 1953 | Ciclista Lima | 2:1 | Sport Boys | Estadio Nacional, Lima |  |

| 10 de mayo de 1953 | Unión Callao | 3:0 | Mariscal Sucre | Estadio Nacional, Lima |  |

## Segunda fase
Por sorteo, Atlético Chalaco clasificó directamente a la semifinal y el ganador del Iqueño-Tabaco clasificaba directamente a la final.
| 14 de mayo de 1953 | Ciclista Lima | 3:1 | Unión Callao | Estadio Nacional, Lima |  |

| 14 de mayo de 1953 | Centro Iqueño | 4:4 | Sporting Tabaco | Estadio Nacional, Lima |  |

Desempate
| 17 de mayo de 1953 | Centro Iqueño | 2:0 | Sporting Tabaco | Estadio Nacional, Lima |  |

## Semifinal
| 17 de mayo de 1953 | Atlético Chalaco | 2:1 | Ciclista Lima | Estadio Nacional, Lima |  |

## Final
| 24 de mayo de 1953 | Atlético Chalaco | 1:0 | Centro Iqueño | Estadio Nacional, Lima   |                          |
|                    | F. Mina 20'      |     |               | Árbitro(s): Charles Dean | Árbitro(s): Charles Dean |

|                                |
| Campeón Campeonato de Apertura |
| Atlético Chalaco 2.do título   |